# Musixmatch
Musixmatch – aplikacja wyprodukowana przez włoską firmę o tej samej nazwie. Aplikacja zajmuje się gromadzeniem danych muzycznych i umożliwia użytkownikom wyszukiwanie oraz udostępnianie tekstów piosenek wraz z ich tłumaczeniami na różne języki. Jest to największa tego typu platforma na świecie posiadająca 80 milionów zarejestrowanych użytkowników (50 milionów aktywnych), 8 milionów tekstów piosenek i 100 zatrudnionych pracowników. 

## Opis
Aplikacja mobilna Musixmatch wyświetla teksty utworów zsynchronizowane z odtwarzaną muzyką na telefonie użytkownika. Platforma skanuje wszystkie utwory w bibliotece muzycznej słuchacza i aktualizuję ich dane, znajduję teksty i może być używana jako odtwarzacz muzyki. W systemie Android Musixmatch obsługuje również usługi strumieniowego przesyłania muzyki, takie jak Spotify, Deezer, Napster i YouTube Music. Firma ma również globalne umowy z platformami Apple Music, Amazon Music, Instagram, Facebook, Google Search i Spotify.

### Funkcje
Musixmatch ma publiczną bazę danych piosenek. Użytkownicy mogą rejestrować się i dodawać teksty, tłumaczenia i synchronizację tekstów z dźwiękiem utworu, za punkty odpowiadające poziomowi użytkownika. Punkty nie mają wartości wymienialnej, ale są wskaźnikiem wkładu użytkowników i wpływu na witrynę.
Najbardziej aktywni użytkownicy otrzymują rolę kuratora tekstów, w którym przejmują rolę odpowiadającą roli redaktora w serwisie. Są w stanie wykonać określone zadania, przy których Musixmatch wymaga od nich pomocy, za co otrzymują nagrody. Wyjątkowi kuratorzy mogą zostać specjalistami, dzięki temu otrzymują wyższe nagrody i mają uprawnienia podobne do administratora. Aby utrzymać wysoką jakość treści w aplikacji, pracownicy lub specjaliści mogą w razie potrzeby blokować teksty, aby zapobiec ich edycji. 

## Historia
Musixmatch została założona w Bolonii w 2010 roku przez Massimo Ciociola.
Musixmatch potem podpisało umowy z wydawcami, takimi jak EMI Publishing, Warner/Chappell Music, Universal Music Publishing, Sony ATV, Kobalt, Peer Music i Disney Music.
Firma udostępniła możliwość czytania tekstów piosenek na platformie Spotify dzięki funkcji Spotify Desktop, dopóki ta usługa nie została wycofana w maju 2016 r. W listopadzie 2019 r. Musixmatch i Spotify przywróciły współpracę, umożliwiając użytkownikom Spotify oglądanie tekstów piosenek podczas ich słuchania (zsynchronizowanych lub nie) w niektórych regionach świata. Od listopada 2021 r. ta funkcja jest dostępna na całym świecie.
W czerwcu 2019 r. Musixmatch nawiązało współpracę z Instagramem, umożliwiając wszystkim użytkownikom dodawanie tzw. naklejek z tekstem danej piosenki do dowolnej story na Instagramie. 